# マサイ族
マーサイ族（マーサイぞく、英語: Maasai people、マー語: ilMaasai）は、ケニア南部からタンザニア北部一帯の先住民である。人口は推定20 - 30万人程度と推測されている。一般的には長音符を付けない「マサイ族」と言われる事が多い。

## 名称
「マーサイ」とは、「マー語を話す人」という意味だという。

## 歴史
近代・現代に入ってから、古くはヨーロッパの植民地主義者（ドイツ及びイギリス）や、イギリスに原住地を追われたキクユ族などによって、マーサイ族の土地が強制的に収奪され続けてきた。マーサイ族が遊牧を行なっていた土地の多くは動物保護区や国立公園などに指定され、法的に彼らが遊牧を行なうことができなくなってしまった（アンボセリ・ナイロビ・マーサイマラ・サンブル・ナクル・マニャラ・セレンゲティ・ツァボなどの地域）。
現在、ケニア・タンザニアの両政府が進めるマーサイ族の定住化政策に対して、遊牧民である彼らは一貫して抵抗を続けており、両国内にある国立公園内での遊牧権と、季節ごとに家畜の移動を行なう際に両国の国境を超えて自由に移動する権利を要求し続けている。だが、現実的にはいまだに両国政府の定住化政策は進んでおり、彼らの中でも農耕や、現金収入を得られる観光ガイドなどの職業に付く者が少しずつ増え、遊牧生活を続けてゆくことは年々難しくなってきている。

## 生活・文化・習慣
垂直ジャンプを繰り返す独特の踊り文化で有名であり、民族のアイデンティティとして知られる。村で一番高く跳べる男性が、村で一番綺麗な女性をめとることができると言われる。
本来は定住せず、伝統的な牛・羊・ヤギ等の家畜の遊牧で生計を立てる遊牧民であった。アイザック・ディネーセン（1885-1962）は、1914年から1931年までケニア（当時の英領東アフリカ）のナイロビ郊外の丘陵でコーヒー農園を経営し、そこでの体験・見聞を『アフリカの日々』に綴ったが（1936年出版）、「（彼女の農園とは）川をへだてて隣に住むマサイ族」について、3月末から6月半ばまで続く雨期の開始を「ねらって、乾ききった大平原に火をはなつ。雨がはじまったときに家畜用の若草が生えるようにするためである」、と記述している。しかし現在では都市に住み、サバンナ観光ガイドや密猟監視員などの定職を持って暮らしているマーサイ族も多い。以下は伝統的マーサイ族に関する記述である。
マーサイ族伝統の住居は牛糞と泥をこねて作った掘っ立て小屋（マー語: enkaji）である。この掘っ立て小屋をサークル状に配置し、外側をさらに木の柵で囲うのが村の伝統的なスタイルである。この村全体を彼らはエンカン（マー語: enkang'）と呼ぶ。夜になると、彼らは放牧していた家畜をこのサークルの内側に入れるが、これは猛獣などの外敵から家畜を守るための知恵である。
牛はマーサイ族にとって最も重要な財産で、通貨としても機能し、賠償・結納・相続などは牛の受け渡しによって行われる。一夫多妻制で、牛(財産)を多く持つ男は何人も妻をめとることができるが、牛を持っていない男は女性に相手にされず、結婚も恋愛も難しい。牛が不足すると他部族の牛を略奪する。「地上のすべての牛は神から与えられた」という神話があるという。またマーサイ族の文化では、成人男性は猛獣退治や牛の放牧以外の労働をせず、普通の仕事は全て女性や子供が行う。これは戦いのみが男性の仕事で、武器以外の道具を持ち運ぶことすら恥とする彼らの価値観による。外部の人間が仕事を与えても「自分たちの文化ではない」として受け入れないことが多い。
伝統的な主食は牛乳と牛の生血。近年ではウガリ・チャパティ・米飯などの炭水化物も日常食となっている。牛乳をギブユという瓢箪に入れて作った原始的なヨーグルトや、牛の血を抜いてそれを牛乳と混ぜ合わせた飲み物もある。また牛の血そのものも飲用する。客人が来たときのお祝い事などでは動物を殺して肉食をすることもあるが、大切な家畜を潰してしまうことになるためごくまれである。牛肉は非常に固いものをよく噛んで食べ、日本人や西洋人のように熟成させた柔らかい肉は好まない。このほか後述とも関連するが、魚食は全くせず、野菜を食べることもごく少ない。
政治的にはそれぞれの村ごとに長老がいて物事を決定する原始的な長老制をとる。戦士階級であるモランはこの長老の下に属し、未だ修行中の身分とされる。マーサイ族の男性は生涯に必ず一度はモランとなる。モランは槍で武装し、独自の槍術をよくする。このほか相撲に似た格闘技も存在し、彼らはこれらを駆使してライオン、豹をはじめとする猛獣とも渡り合う。かつては他部族からの略奪もモランの仕事であったが、現在では行われていないという。また、ケニアでは猛獣狩りは野生生物保護のために法的に禁じられたが、現在も廃れていない。
マーサイ族の伝統的な色は赤であり、衣服や化粧にはほとんど赤が使われる。本来靴は履かず裸足であったが、最近では自動車やバイクの古タイヤを切り抜いて作るサンダルを履くようになった。最近では、伝統的な赤の衣服などを着るマーサイ族の事を「ビレッジマーサイ」、それ以外の色の服を着て街中を普通に歩くマーサイ族の事を「シティマーサイ」と区別して呼ぶ。
マーサイの男性が大人になる儀式に割礼がある。男性、女性とも、性器に切り痕を入れる。特に女性に関しては、性行為の快感をなくす作用があるので、人権活動家の非難の対象にもなっている。
マーサイ族に属するアリアールという1万人ほどの（小さな）グループにおいては、割礼によって男性は年齢帯別のグループに分けられており、ひとつの年齢グループは12歳～15歳などといった上下幅を持っているという。つまり、割礼は毎年行われるのではなく、十数年おきに行われ、同じ時に割礼を受けた男性たちは10年以上歳が離れていても、日本語の「同期」にあたる、というわけである。一番新しく割礼を受けたグループが「イルムラン」と呼ばれ、村落の人々と家畜を守る戦士の役割を果たしている、という。戦士は結婚もできず、女性の前で食事をすることも禁じられている、という。ひとつの戦士のグループが戦士を卒業するのは、次のグループ（世代）が割礼を受けた時、つまり10数年後のことで、そうなると戦士のしるしである編んだ髪を切り、結婚し、長老グループの仲間入りをする、という。

### 言語

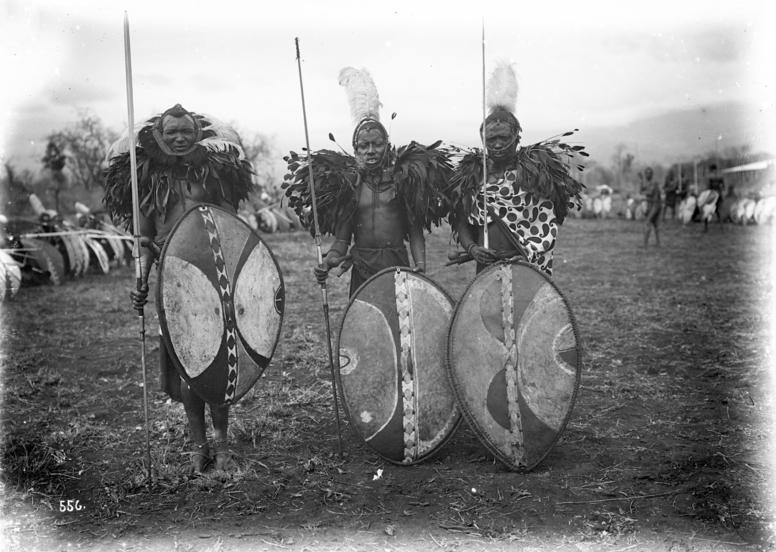
正装したマーサイの戦士たち。20世紀初頭に、当時のドイツ領東アフリカで記録された画像

独自の言語であるナイル系のマーサイ語（マー語）を話す。

## 宗教
「伝統信仰」はキリマンジャロ山の頂上に座するエンカイ（Enkai）という神を信奉する一神教。これはキクユ族の神であるンガイ（Ngai）と同じものである。

## 身体的特長
驚異的な視力を持つ。通常の方法では計測不能であるが、彼らの視力は3.0～8.0程度と推測されており、優れた暗視能力も併せ持つ。日本のテレビ番組で計測した結果、12.0（視力表の2.0の記号を30m離れた位置から判別できる視力）の数値を出した者も存在する。ただし、都市部のオフィスで働くマサイ族には視力が1.0に満たずメガネをかける者もいることも同番組内で紹介された。彼らはこの視力のため、サバンナでも道に迷うことはない。彼らの驚異的な視力は生まれつきのものと思われがちだが、これはサバンナで家畜を猛獣などの危険から守るために常時眺視（遠くを見つめること）を強いられる生活を送っているため、視力が自然に鍛えられていることが主な要因である。都会に長く住んでいるマサイ族が平均1.0～1.2程度の視力しかないことから考えても、遺伝的な要因は薄い。

## その他
1970年代以降さまざまなドキュメンタリー番組において取り上げられ、紹介されたことから、日本ではブッシュマンなどと並んで最も有名なアフリカの民族である。クイズ番組やバラエティ番組においてロケーション撮影を頻繁に行ったり、山本淳一など日本のタレントがマーサイ族の居住地にホームステイしたり、マーサイ族を日本に呼んで社会の違いを見せるといった企画も多数行われている。これらの番組においては、居住地で遭難したジョン・F・ケネディ大統領の息子を救助したことが取り上げられたこともあった。
ナイル系の遊牧民は人種的な操作の対象となり易く、地中海人種に属する とされたり、黒人とされたりし、ハム族神話 (hamitic) により「黒人より高貴である」等として植民地支配の際に分断の道具にされた。
非常に勇敢でプライドが高く、草原の貴族と呼ばれる。
歌手やアーティストのライブコンサートにおいて、観客がジャンプを繰り返しながら応援する行為を、マサイ・ジャンプからの由来で「マサイ」と呼ばれる事もある。
鳥葬の変形バージョンである「獣葬」が伝統的に行われており、死亡した人物や、助かる見込みが薄い病人、怪我人をサバンナに放置し、ハイエナや他の動物に食べさせる。

## マサイ族と近年の文明
文明とはほど遠い印象が強いマーサイ族だが、近年では牧畜に便利であるので携帯電話、スマートフォンの普及が進んでいる。サバンナのあちこちにアンテナが建っており通話、通信に支障はほぼないが、それに比べて電気の普及が遅れているので充電には手間がかかる。そのため太陽光発電パネルで電気を売る商売も普及している。また、他部族に牛が奪われるとすぐに奪い返すための連絡手段としても重宝しているという。同様の理由でパソコンの普及は進んでいない。また、自転車や自動車を所有するマーサイ族も存在する。

## 都市のマサイ族
タンザニア各地の都市では伝統衣装を身にまとったマーサイがアクセサリと伝統の生薬を路上で販売している。
都市に暮らすスーツに身を固めたビジネスマンのマーサイ族は他の部族と見分けることはできない。祝いの席で伝統衣装を着た場合などに意識される程度である。

## 写真

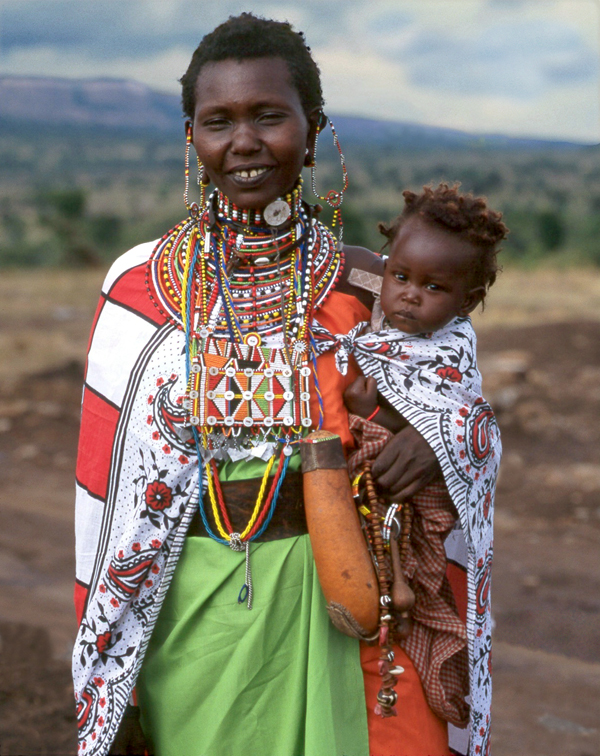
豪華な服を着たマサイの女性
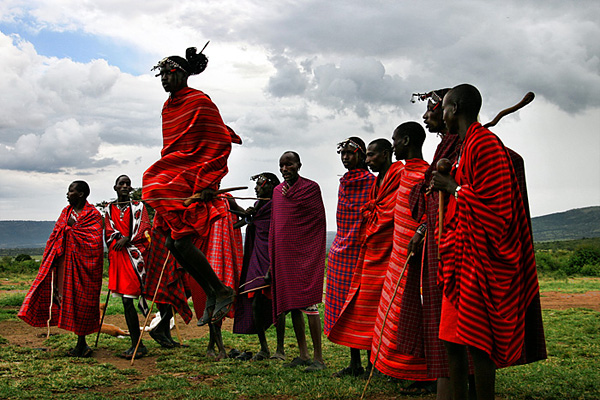
マサイ族のダンス(Adumu)
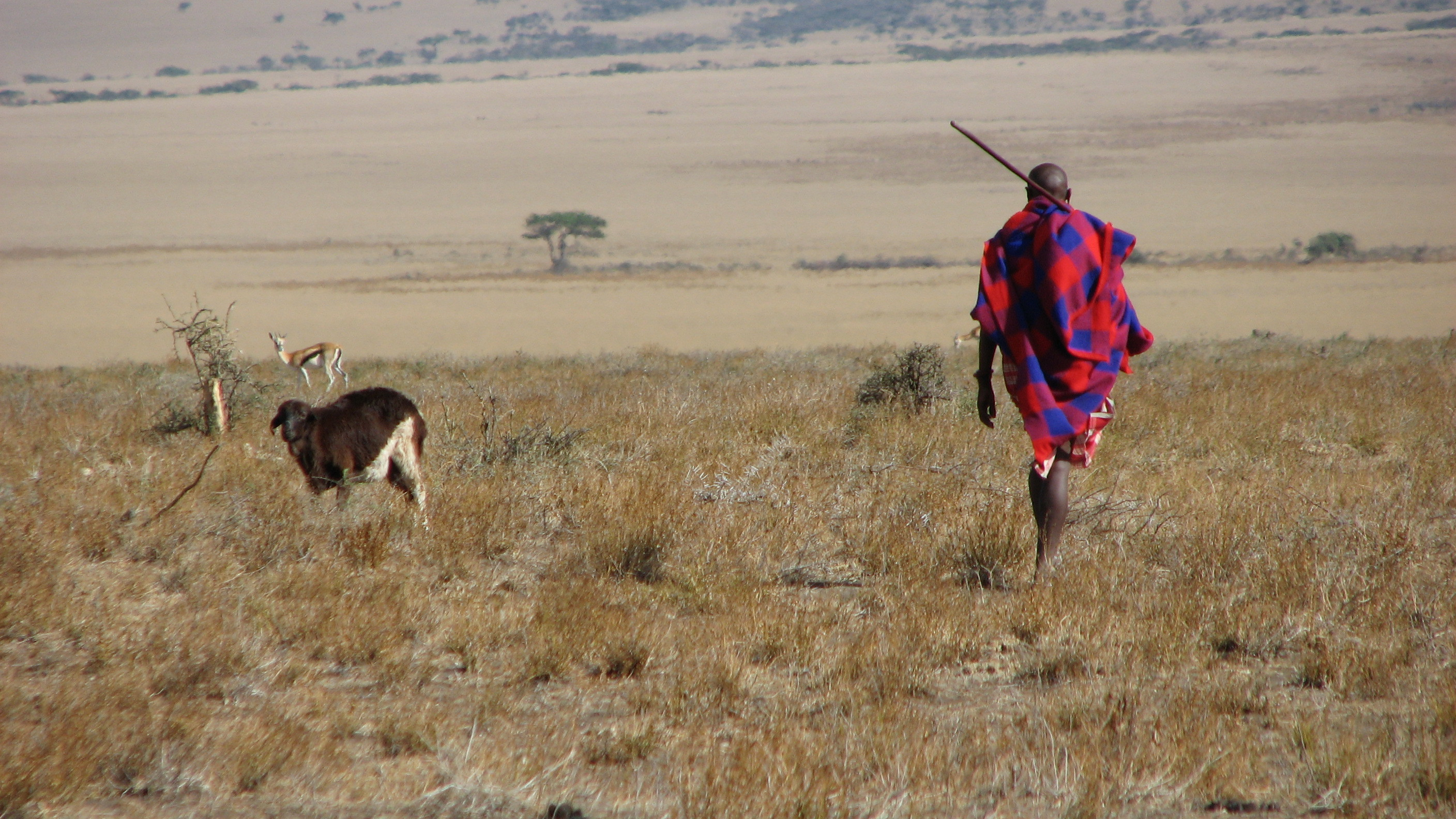
マサイの男性
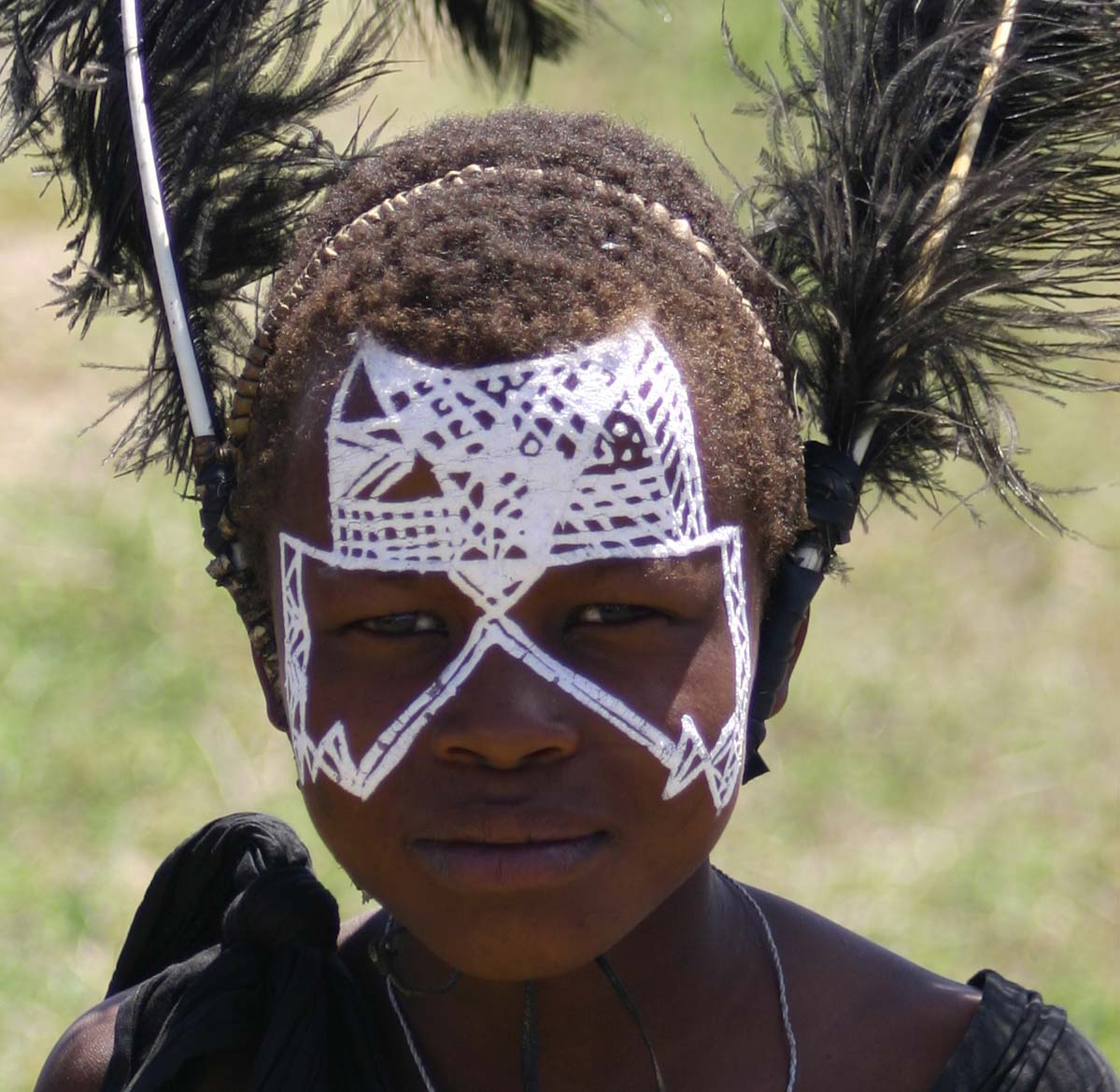
若いマサイの戦士(Moran)
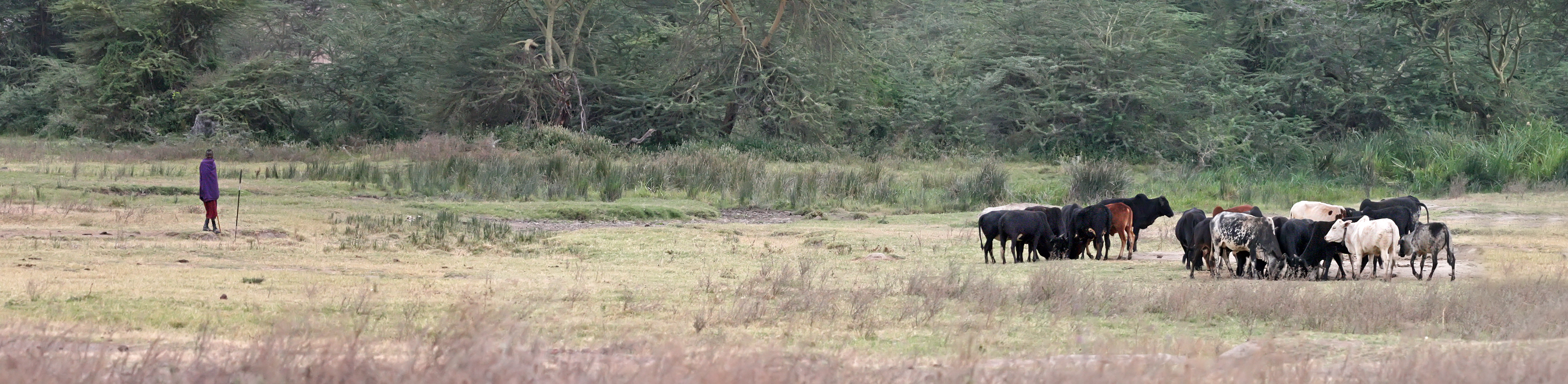
放牧の様子

## 脚註
1. ↑  2009 Population & Housing Census Results Archived 2013年1月16日, at the Wayback Machine.
2. ↑  Ethnologue report for language code:mas ethnologue.com, '453,000 in Kenya (1994 I. Larsen BTL) ... 430,000 in Tanzania (1993)', Gordon, Raymond G., Jr. (ed.), 2005. Ethnologue: Languages of the World, Fifteenth edition. Dallas, Tex.: SIL International
3. ↑  従来日本ではマサイ族表記が多かったが、MaasaiをMasaiとミス・スペリング誤表記したものに由来していた。
4. ↑  ジョゼフ・レマソライ・レクトン『ぼくはマサイ ライオンの大地で育つ』さえら書房、2006 ISBN 4378034042, p.161 訳者あとがき
5. ↑  イサク・ディネセン / エイモス・チュツオーラ『アフリカの日々 / やし酒飲み』（横山貞子 / 土屋哲訳）河出書房新社、2008年　（池澤夏樹＝個人編集　世界文学全集　Ｉ-08；ISBN 978-4-309-70948-2）、 49頁
6. ↑  原始共同体社会　マサイ族の勇士婚の事例 - るいネット　谷光美紀
7. 1 2  マサイ族と結婚した日本人女性を直撃！ 謎に満ちた大自然の生活が明らかに　2016.01.13 - 日刊SPA!　河上拓
8. ↑  2013年8月15日放送回『アメトーーク』こんにちは、ハーフ芸人です!!で、リロイ太郎が発言[信頼性要検証]。
9. ↑  『ぼくはマサイ』p.149-150
10. ↑  2004年に日本テレビ系列で放映された「ワールド☆レコーズ」の「No.1をさがせ！」というコーナー内
11. ↑  Giuseppe Sergi, The Mediterranean Race: A Study of the Origin of European Peoples, p.41, 英訳初版1901年。
12. ↑  マサイ族に広がるスマホ　携帯市場を支える中国　2012/3/4 7:00 - 『日本経済新聞』　関口和一
13. ↑  【マサイ通信】第4回：マサイ族のスマホ充電事情 / 10キロ先に住む太陽男「ソーラーマン」が約34円でフル満にしてくれる　2016年2月4日 - ロケットニュース24　ルカ